# 铁科高速公路
铁力－科尔沁右翼中旗高速公路，简称铁科高速，旧称“五右高速公路”，是一条部分通车的国家高速公路，道路编号为“G1015”。公路起点在黑龙江省铁力市，经通河县、方正县、延寿县、尚志市、五常市、吉林省榆树市、扶余市、松原市宁江区、前郭县、乾安县、通榆县，终点在内蒙古自治区科尔沁右翼中旗。
铁力—科尔沁右翼中旗高速公路（G1015）是中华人民共和国《国家公路网规划》（2013—2030）中的 绥满高速联络线之一，同时也是《吉林省高速公路网规划》（2005—2030）“五纵、五横、三环、四联络”中的“横一”线。

## 分省建设情况

### 黑龙江段
- 铁力至方正段：2023年12月开工建设。[2]
- 方正-延寿-尚志段：2022年11月开始逐步开工，其中方正西枢纽已合拢。[3]
- 尚志至五常段：2022年9月开工建设，计划2025年9月通车。[4]
- 五常至拉林河（黑吉界）段：2024年3月4日通车。[5]

### 吉林段
吉林段由三部分组成：
- 松原绕城高速公路解放至二莫段：2013年编入五右高速（现铁科高速）。
- 榆树-松原高速公路：起自榆树市与五常市交界处，经榆树市、扶余市、宁江区，终点为松原市大广高速公路解放互通立交桥，设柳树河服务区、永利服务区、榆树沟服务区和八百垧服务区。8个收费站：于家镇收费站、榆树北收费站、榆树收费站、弓棚收费站、扶余南收费站、弓棚子收费站、三井子收费站、永平收费站。
- 松原-通榆高速公路：起于松原市与大广高速交叉处拐脖店互通，经前郭县、乾安县、通榆县，与双嫩高速公路相连，止于通榆县与内蒙古自治区科右中旗交界处。
  - 2017年6月，榆树至松原项目经监理招标及征地拆迁等环节完成后正式动工。全长183.377Km（榆树境内80公里），全线共设大中小桥31座，互通内跨线桥、匝道桥21座，分离立交桥10座，天桥158座。设榆树沟和八百垧（永平乡）2个服务区，设扶余南、五家站、三井子、永平4个收费站出口。总投资111.142亿元。沿线建设158座跨线桥。[6]2019年9月20日上午9时，榆松高速公路正式通车。[7]
  - 2018年5月，松原至通榆（吉蒙界）段高速公路开工建设。主线全长206.037公里，设计速度120km/h四车道；连接线全长37.521公里，其中乾安连接线、通榆北连接线，设计速度80km/h双向四车道一级公路标准；其它连接线，设计速度80km/h双车道二级公路标准。大桥1779米/7座，中桥419米/6座，小桥377米/13座，涵洞224道，分离立交20处，天桥102处，服务区5处，管理处4处，收费站10处，互通立交10处。计划施工工期为2018年6月1日～2021年5月30日，共36个月。[8]2020年9月15日，松原—通榆高速公路建成通车，至此，铁科高速公路吉林段全段通车。[9]

### 内蒙古段
铁科高速公路新发联办渔场喇嘛仓水库南（蒙吉界），至科右中旗南部高力板大街东侧G5511集阿高速互通立交。线路全长56.240km，处于招标阶段。

## 互通枢纽及服务设施列表
| 地区                                                                                         | 里程    | 类型                              | 名称           | 连接                     | 说明                       |
| -------------------------------------------------------------------------------------------- | ------- | --------------------------------- | -------------- | ------------------------ | -------------------------- |
| 黑龙江省哈尔滨市 五常市                                                                      |         | 枢纽 · 主线出入口                 |                | 吉黑高速                 | 铁力方向路段建设中         |
| 黑龙江省哈尔滨市 五常市                                                                      |         | 出入口                            | 五常西         | 五安公路                 |                            |
| 吉黑省界                                                                                     |         | 河流                              | 拉林河         | 拉林河                   | 吉黑省界                   |
| 吉林省长春市 榆树市                                                                          |         | 出入口                            | 于家镇互通     | 107县道                  |                            |
| 吉林省长春市 榆树市                                                                          | 394.3   | 停车场 · 加油设施 · 修车站 · 餐厅 | 柳树河服务区   | 柳树河服务区             |                            |
| 吉林省长春市 榆树市                                                                          |         | 停车场 · 飲料小吃                 | 城发停车区     | 城发停车区               |                            |
| 吉林省长春市 榆树市                                                                          |         | 出入口                            | 榆树北互通     | 202国道                  |                            |
| 吉林省长春市 榆树市                                                                          |         | 出入口                            | 榆树互通       | 503国道                  |                            |
| 吉林省长春市 榆树市                                                                          | 444     | 停车场 · 加油设施 · 修车站 · 餐厅 | 永利服务区     | 永利服务区               |                            |
| 吉林省长春市 榆树市                                                                          |         | 出入口                            | 榆树弓棚镇互通 | 503国道                  |                            |
| 吉林省松原市 扶余市                                                                          |         | 停车场 · 飲料小吃                 | 进步停车区     | 进步停车区               | 原定名大房身停车区         |
| 吉林省松原市 扶余市                                                                          |         | 出入口                            | 扶余南互通     | 202国道                  |                            |
| 吉林省松原市 扶余市                                                                          |         | 枢纽                              | 扶余枢纽       | 京哈高速                 |                            |
| 吉林省松原市 扶余市                                                                          | 490.5   | 停车场 · 加油设施 · 修车站 · 餐厅 | 榆树沟服务区   | 榆树沟服务区             |                            |
| 吉林省松原市 扶余市                                                                          |         | 停车场 · 飲料小吃                 | 万发停车区     | 万发停车区               |                            |
| 吉林省松原市 扶余市                                                                          |         | 出入口                            | 三井子互通     | 503国道                  |                            |
| 吉林省松原市 扶余市                                                                          | 543.5   | 停车场 · 加油设施 · 修车站 · 餐厅 | 八百垧服务区   | 八百垧服务区             |                            |
| 吉林省松原市 扶余市                                                                          |         | 出入口                            | 永平互通       | 503国道                  |                            |
| 吉林省松原市 扶余市                                                                          |         | 停车场 · 飲料小吃                 | 三家子停车区   | 三家子停车区             |                            |
| 吉林省松原市 宁江区                                                                          |         | 枢纽                              | 解放枢纽       | 大广高速                 |                            |
| 吉林省松原市 宁江区                                                                          |         | 出入口                            | 宁江           | 和煦街                   |                            |
| 吉林省松原市 宁江区                                                                          |         | 出入口                            | 松原大路       | 松原大路                 |                            |
| 吉林省松原市 宁江区                                                                          |         | 枢纽                              | 二莫           | 珲乌高速 大广高速        | 与 大广高速共线段起点      |
| 吉林省松原市 前郭县                                                                          |         | 枢纽 · 出入口                     | 拐脖店枢纽互通 | 大广高速 503国道 203国道 | 与 大广高速共线段终点      |
| 吉林省松原市 乾安县                                                                          | 628.553 | 停车场 · 加油设施 · 修车站 · 餐厅 | 让字服务区     | 让字服务区               |                            |
| 吉林省松原市 乾安县                                                                          |         | 出入口                            | 让字互通       | 让字镇005乡道            |                            |
| 吉林省松原市 乾安县                                                                          |         | 出入口                            | 乾安互通       | 232国道 （鸣凤大街）     |                            |
| 吉林省松原市 乾安县                                                                          | 681.5   | 停车场 · 加油设施 · 修车站 · 餐厅 | 让字服务区     | 让字服务区               |                            |
| 吉林省白城市 通榆县                                                                          |         | 出入口                            | 大布苏互通     | 503国道                  |                            |
| 吉林省白城市 通榆县                                                                          | 733.5   | 停车场 · 加油设施 · 修车站 · 餐厅 | 通榆服务区     | 通榆服务区               |                            |
| 吉林省白城市 通榆县                                                                          |         | 出入口                            | 通榆东互通     | 216省道                  |                            |
| 吉林省白城市 通榆县                                                                          |         | 出入口                            | 通榆北互通     | 231国道                  |                            |
| 吉林省白城市 通榆县                                                                          |         | 枢纽                              | （枢纽）       | 双嫩高速                 |                            |
| 吉林省白城市 通榆县                                                                          |         | 出入口                            | 向海互通       | 村道                     |                            |
| 吉林省白城市 通榆县                                                                          |         | 停车场 · 飲料小吃                 | 聚宝山停车区   | 聚宝山停车区             |                            |
| 吉林省白城市 通榆县                                                                          | 777     | 停车场 · 加油设施 · 修车站 · 餐厅 | 新兴隆山服务区 | 新兴隆山服务区           |                            |
| 吉林省白城市 通榆县                                                                          |         | 出入口                            | 同发互通       | 334国道                  |                            |
| 吉林省白城市 通榆县                                                                          | 831     | 停车场 · 加油设施 · 修车站 · 餐厅 | 同发服务区     | 同发服务区               | 此段建成但未投用           |
| 吉林省白城市 通榆县                                                                          |         | 主线出入口                        |                |                          | 吉林省与内蒙古自治区交界处 |
| 1.000 英里 = 1.609 千米；1.000 千米 = 0.621 英里 并行路段 • 已关闭／取消 • 限制进入 • 未开放 |         |                                   |                |                          |                            |